# 샛별중학교 (경남)
샛별중학교(샛별中學校)는 대한민국 경상남도 거창군 거창읍 중앙리에 있는 사립 중학교이다.

## 학교 연혁
- 1980년 12월 11일 : 사단법인 거창고등학회 샛별중학교 설립인가
- 1981년 3월 4일 : 개교식 및 입학식
- 1981년 3월 4일 : 초대 교장 전성은 선생 취임
- 1984년 2월 15일 : 교사 신축으로 이전(3층 연건평 750평)
- 2008년 3월 3일 : 특수학급 1개반 신설
- 2008년 5월 1일 : 도서관 개관
- 2010년 12월 : 3층 강당 리모델링
- 2016년 3월 : 전영창체육관 개관
- 2021년 9월 1일 : 제8대 임채선 교장 취임

## 참고 자료
- 샛별중학교 - 한국교육학술정보원 학교알리미